# Sella di Fadalto
La sella di Fadalto è un valico alpino che collega la Val Lapisina (comune di Vittorio Veneto) all'Alpago (comune di Alpago), superando la dorsale principale delle Prealpi Bellunesi.
Il passo è stretto tra il versante orientale del monte Faverghera (1.611 m s.l.m.) e i pendii che delimitano il Cansiglio sul versante occidentale. Nelle vicinanze sorgono le borgate di Fadalto, in territorio trevigiano, e Lastra, nel Bellunese.
Fino a poco tempo fa, oltre alla ferrovia, aperta nel 1938, l'unica infrastruttura che collegava la pedemontana trevigiana e la Val Belluna attraverso la sella di Fadalto era la strada statale 51 di Alemagna ma dal 1995 i veicoli possono usufruire dell'autostrada A27 che supera il valico attraverso due tunnel.

## Geografia fisica
La sella si è formata da più eventi franosi che hanno interessato il suo versante orientale (quello del Cansiglio). L'accumulo di materiale nel fondovalle ha portato alla formazione di uno sbarramento tale da interrompere il corso del Piave (che, da allora, scorre in Valbelluna) e da formare due laghi di sbarramento, il lago di Santa Croce sul lato bellunese e il lago Morto in territorio trevigiano. Studi effettuati con il metodo del carbonio-14 su materiale organico rinvenuto in zona hanno permesso di collocare i primi eventi alla fine dell'ultima era glaciale, quando con il ritiro del grande ghiacciaio del Piave venne meno la controspinta che sosteneva le pareti rocciose.
La frana è tuttora attiva: sul fianco orientale della Sella, si nota ancora una grande nicchia di distacco lunga circa 5 km e alta 400 m, soggetta a periodici crolli (l'ultimo è del 2017).